# Synagogy v Čenstochové
Před druhou světovou válkou se nacházelo v Čenstochové v Polsku přes 50 synagog a modlitebních domů. Pouze několik málo se jich nacházelo ve volně stojících novostavbách (například Stará nebo Nová Synagoga), většina byla zřízena v činžovních domech nebo jiných k tomu účelu upravených stavbách.
- Nejstarší synagoga v Čenstochové
- Stará synagoga v Čenstochové
- Nová synagoga v Čenstochové

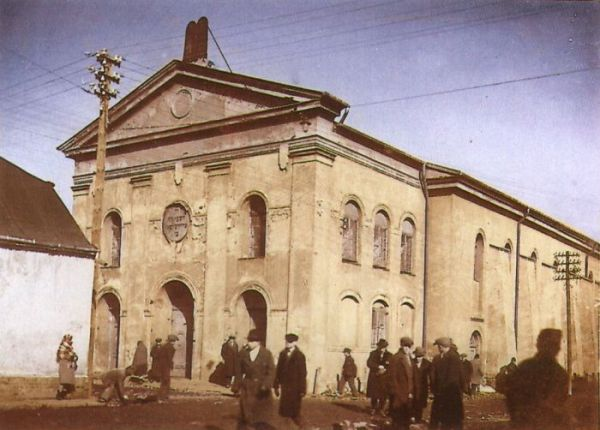
Stará Synagoga

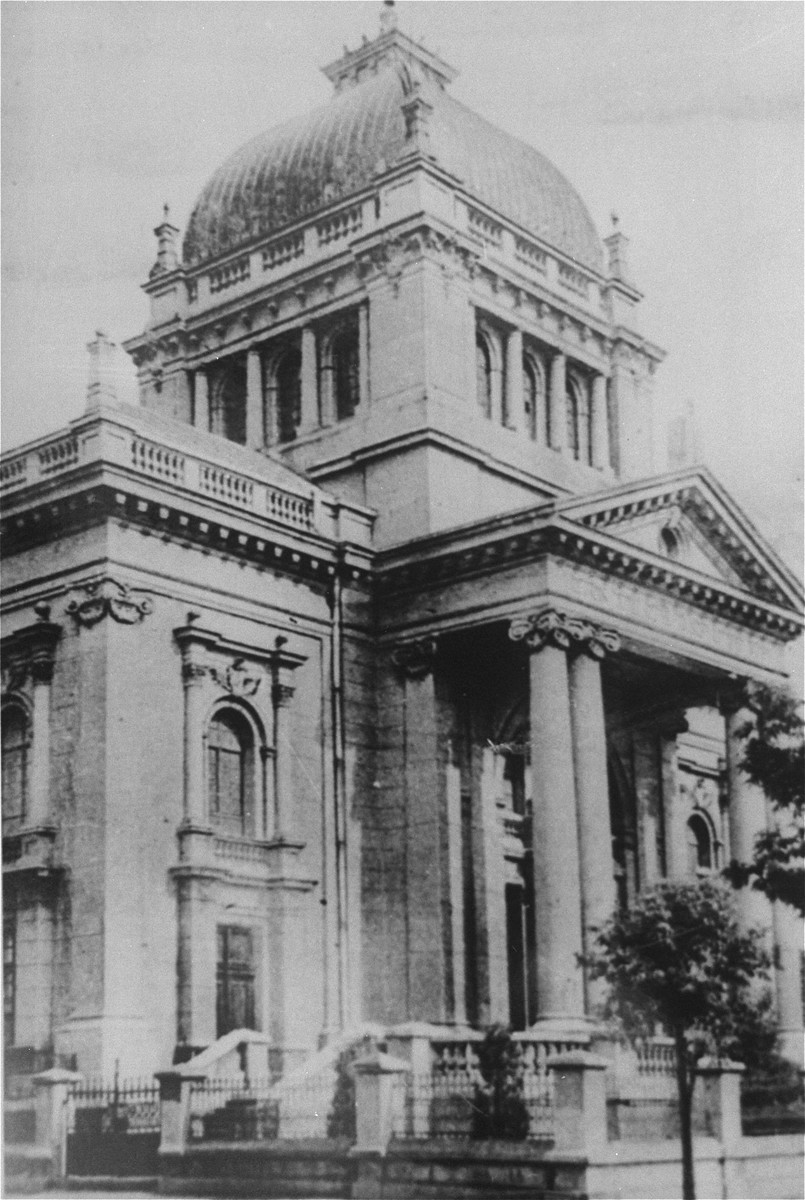
Nová Synagoga

- Synagoga chasidů z Hory Kalvárie v Čenstochové (ul. Nadrzeczna 36)
- Synagoga chasidů z Hory Kalvárie v Čenstochové (ul. Nowy Targ 2)
- Synagoga chasidů z Hory Kalvárie v Čenstochové (alej Nejsvětější Marie Panny 6)
- Synagoga chasidů z Hory Kalvárie v Čenstochové (alej Nejsvětější Marie Panny 31)
- Synagoga chasidů z Kromolova v Čenstochové
- Synagoga chasidů ze Sochačeva v Čenstochové
- Synagoga chasidů z Alexandrova Lodžského v Čenstochové
- Synagoga chasidů ze Skierniewic v Čenstochové
- Synagoga chasidů z Velkopolského Hradiště v Čenstochové
- Synagoga chasidů z Bełza v Čenstochové
- Synagoga chasidů z Ropczyc v Čenstochové
- Synagoga chasidů z Mszczonowa v Čenstochové
- Synagoga chasidů z Radomska v Čenstochové
- Synagoga chasidů z Pilicy v Čenstochové
- Synagoga chasidů z Bracławia v Čenstochové
- Synagoga Wekslera v Čenstochové
- Synagoga Ohel Jakow v Čenstochové
- Synagoga Machsike Hadas v Čenstochové
- Synagoga Chewra Lomdei Tanach v Čenstochové
- Synagoga v Čenstochové (ul. Strażacka 11)
- Synagoga v Čenstochové (alej Nejsvětější Marie Panny 1)
- Synagoga v Čenstochové (ul. Prosta)
- Synagoga v Čenstochové (ul. Katedralna 10)